# Georges Portmann
Pour les articles homonymes, voir Portmann.
Georges Portmann, né le 1er juillet 1890 à Saint-Jean-de-Maurienne et mort le 24 février 1985 à Sainte-Eulalie  en Gironde, est un professeur de médecine, spécialiste français de l'oto-rhino-laryngologie (ORL) et sénateur de la Gironde pendant près de quarante ans.

## Biographie
Originaire de Sainte-Eulalie en Gironde, il étudie la médecine à Bordeaux au sein de l'École de Santé Navale. Après son diplôme et une brève carrière de médecin de marine, il suit les cours d'Émile-Jules Moure (1855-1941), pionnier français dans le traitement des infections ORL. Ce dernier a ouvert en 1880 à Bordeaux un établissement d'enseignement libre en ORL (l'actuelle clinique Saint-Augustin). Cette école acquiert une renommée internationale, formant des centaines de médecins français et étrangers. Moure cherche alors un successeur et choisit Georges Portmann, qui épouse sa fille. Il mène une carrière brillante, devenant successivement chef de clinique en 1920, professeur agrégé en 1923 et professeur titulaire de la chaire d'ORL de la faculté de médecine, chaire créée pour Émile-Jules Moure en 1913 et première du genre en France. Il mène de nombreux travaux plus particulièrement sur les vertiges ou les cancers de la tête et du cou.
Georges Portmann se lance en politique dans les années 1930. Il devient maire de Sainte-Eulalie et en 1933 est élu sénateur centre gauche de Gironde, poste qu'il n'abandonne qu'au début des années 1970. En juillet 1940, il vote les pleins pouvoirs à Pétain. En janvier 1941, après le renvoi de Pierre Laval, Pierre-Étienne Flandin fait nommer Portmann comme Secrétaire général à l'Information dans le gouvernement de Vichy, poste qu'il perd avec le retour de Laval au gouvernement  en avril 1942. Il entre en résistance en 1942, organisant un service de renseignements. Parallèlement à cela, son activité hospitalière lui permet de cacher des juifs dans son service tandis qu'il profite de son poste de maire de Sainte-Eulalie pour donner des cartes d'alimentation falsifiées. À la Libération, il est un temps suspendu de l'Université mais reprendra assez vite son enseignement après avoir été acquitté par la Haute-Cour de Justice.

## Famille
Son fils Michel Portmann (1924-2016), reconnu mondialement comme l'un des plus grands spécialistes de l'oto-rhino-laryngologie fut professeur de médecine à l'université de Bordeaux et chercheur à la retraite, spécialiste aussi en oto-rhino-laryngologie et pionnier de la micro-chirurgie de l'oreille. 
L'un des enfants de Michel,  Didier, est également un oto-rhino-laryngologiste, gérant l'institut Georges-Portmann et la Revue de laryngologie.

## Carrière médicale
- Major de promotion de l'Ecole du Service de Santé de la Marine et des Colonies de Bordeaux
- Médecin de Marine : affecté en 1914 sur le croiseur "Edgar Quinet", puis affecté sur le front des Balkans. Il y gagne notamment la croix du guerre avec palme et les croix de chevalier et d'officier de la Légion d'Honneur.
- Médecin en Gironde.
- Chef de clinique en 1920
- Professeur agrégé en 1923
- Professeur titulaire de la chaire d'ORL de la faculté de médecine (la première en France, créée par Emile-Jules en 1913)
- Doyen de la Faculté de Médecine et de Pharmacie de Bordeaux.

## Carrière politique
- Maire de Sainte-Eulalie.
- Sous la IIIe République : sénateur de la Gironde de janvier 1933 à décembre 1941.
- Sous la IVe République : sénateur de la Gironde de juin 1955 à avril 1959.
- Sous la Ve République : sénateur de la Gironde d'avril 1959 à septembre 1971 (Vice-Président du Sénat et vice-Président de la commission des finances, du contrôle budgétaire et des comptes économiques de la Nation).